# مدرسة الشيخ خليفة بن زايد البنغلاديشية الإسلامية
مدرسة وكلية الشيخ خليفة بن زايد الإسلامية البنغلاديشية (بالبنغالية: শেখ খলিফা বিন জায়েদ বাংলাদেশ ইসলামিয়া স্কুল) هو معهد تعليمي يقدم التعليم الأكاديمي للطلاب البنغلاديشيين والدوليين في أبو ظبي، الإمارات العربية المتحدة، للتعليم الثانوي والعالي. يركز بشكل خاص على اللغة الإنجليزية والعربية والبنغالية والدراسات الإسلامية للطلاب المسلمين في أبو ظبي.

## تاريخ
تأسست المدرسة في 23 أغسطس 1980، وبدأت عملياتها من الصف الأول إلى الصف الخامس. وفي عام 1990، انتقلت إلى مبنى جديد في أبو ظبي على أرض تبرع بها الشيخ زايد بن سلطان آل نهيان. وتم إضافة قسم الكلية في عام 1991.
وكانت المدرسة واحدة من أربع مدارس فازت بجائزة زايد لطاقة المستقبل في فئة المدارس الثانوية العالمية في عام 2013. وفازوا بخططهم لتقليل استهلاك الطاقة في المدرسة بنسبة 40 بالمائة، وهو اقتراح قدمه النادي البيئي بالمدرسة. أدت الإضاءة الموفرة للطاقة التي ركبت في عام 2012 إلى خفض استخدام الطاقة بنسبة 15 بالمائة. واستخدمت المدرسة الجائزة البالغة 100.000 دولار أمريكي لتركيب الألواح الشمسية على سطح القاعة الخاصة بها والتي تنتج 15 بالمائة إضافية من احتياجاتها من الطاقة، وللدخول في شراكة مع جامعة ليدز في تصميم وبناء أبراج الرياح لتبريد المباني المدرسية بشكل سلبي.

## روابط خارجية
- موقع المدرسة نسخة محفوظة 16 أغسطس 2022 على موقع واي باك مشين.